# Esther Jansma
Esther Jansma (Amsterdam, 24 december 1958 – Utrecht, 23 januari 2025) was een Nederlandse dichteres, prozaschrijfster en archeologe.

## Persoonlijk leven
De vader van Esther Jansma is beeldhouwer Adam Jansma. Haar vader overleed na een echtscheiding in mei in november 1965 toen zij nog jong was aan een verkeersongeval. Esther Jansma had na een huwelijk en een echtscheiding een levenspartner gevonden in neerlandicus Wiljan van den Akker. In 1988 stierf een dochtertje tijdens de geboorte, een zoontje overleed in 1993 na negen maanden aan een chromosoomafwijking (beiden uit het huwelijk).
Op 23 november 2024 werd ze benoemd tot ridder in de Orde van de Nederlandse Leeuw. Ze kon daar echter niet lang van genieten. Esther Jansma overleed op 23 januari 2025 op 66-jarige leeftijd in een hospice in Utrecht.

## Archeologie
Zij was werkzaam aan de Rijksdienst voor het Cultureel Erfgoed (RCE; OCW) en was de wetenschappelijk directeur, en oprichter (1993), van de Stichting Nederlands centrum voor Dendrochronologie waar men de ouderdom en herkomst van hout onderzoekt.
 Hiernaast werd ze in 2007 voor tien jaar benoemd tot bijzonder hoogleraar dendrochronologie en paleoecologie van het Kwartair aan de faculteit Geowetenschappen van de Universiteit Utrecht. Tussen 2006 en 2012 ontwikkelde ze een internationaal digitaal archief voor dendrochronologie.

## Schrijven
In 1988 verscheen haar eerste gedicht ‘’Stem onder mijn bed” waarin ze terugkijkt op het vroegtijdig overlijden van haar vader. ‘’ Bloem, steen’’ verwijst dan naar haar dood geboren dochter.Die dood zou een centraal thema worden binnen haar werk. Ook “steen” komt regelmatig terug, beide ouders waren beeldhouwers. Deze thema’s stonden naast het schrijven over een ongelukkige jeugd met armoe, mishandeling etc. Jansma schreef over het algemeen korte puntige gedichten

## Literaire prijzen
- 1999 - Halewijnprijs, literatuurprijs van de stad Roermond voor haar gehele oeuvre
- 1999 - VSB Poëzieprijs voor Hier is de tijd
- 2001 - Hugues C. Pernath-prijs voor Dakruiters
- 2006 - A. Roland Holst-Penning voor haar gehele oeuvre
- 2006 - Jan Campert-prijs voor Alles is nieuw
- 2014 - C.C.S. Crone-prijs voor haar gehele oeuvre